# Rugby Viadana
Il Rugby Viadana 1970 S.S.D. è un club italiano di rugby a 15 di Viadana.
Fondato nel 1970, nel 2001-02 si aggiudicò lo scudetto e il titolo di campione d’Italia, oltre ad aver conquistato: tre Coppe Italia, tre Trofei Eccellenza ed una Supercoppa italiana.
Il 17 maggio 2010, al fine di partecipare alla Celtic League (oggi Pro14), fu a capo della franchise italiana degli Aironi con altre società lombarde ed emiliane. Terminata l'esperienza degli Aironi per motivi economici, che portarono al ritiro della licenza FIR alla franchigia, dalla stagione 2012-13 il club tornò a militare nella massima divisione del campionato nazionale.

## Storia

### Anni settanta, la nascita del club
«Un nuovo sport alla ribalta della nostra provincia», così titolava la Gazzetta di Mantova del 9 ottobre 1970, annunciando la nascita della sezione Rugby all'interno della Polisportiva Vitellianense Cebogas. Fra i dirigenti e accompagnatori troviamo il rag. Taragnani e il dott. Besana. L'allora amministrazione comunale affittò un appezzamento di terreno adiacente al campo sportivo comunale di via Al Ponte, che venne adibito a campo da gioco. I colori sociali erano quelli della Polisportiva Cebogas: il giallo e il nero, colori delle fasce dello stemma dei Gonzaga. La responsabilità tecnica fu assunta dai fondatori della squadra, Guido Farina e Claudio Aroldi che disegnò anche la prima maglia. Il Cebogas Viadana fu iscritto alla serie D che era la categoria più bassa e la quarta d'importanza a livello nazionale. L'esordio ufficiale avvenne il 1º novembre a Firenze contro l'ITI "Da Vinci" e si concluse con una secca sconfitta, 21-0, con espulsione di Coppi al 35’ del primo tempo. Tra i ragazzi in campo ricordiamo in ordine alfabetico: Aroldi, Barosi, Barra, Bedulli, Benazzi, Casali, Coppi, De Carli, Farina, Forza, Gozzi, Lotti, Petazzini, Piccoli, Sacchi. Alla fine del campionato il Viadana vinse cinque delle dodici gare disputate piazzandosi al centro classifica.
Dopo l’entusiasmo iniziale giunsero anche momenti di sconforto. Per questioni professionali la squadra rimase orfana di alcuni pilastri fondamentali: Farina andò al Rugby Milano (1973), De Carli al Parma (1974), Aroldi al Mantova (1976). Non solo, la compagine rimase priva di alcuni dirigenti. Alla gestione diretta del Rugby Viadana subentrarono Paolo Mantovani, Romano Gozzi e Luigi Cavatorta. Seguirono anni che si potrebbero definire bui e in questa fase si deve il riconoscimento a Cesare Bortolotti per il merito di essere stato un punto di riferimento determinante per questo sport che allora si poteva ancora definire “alternativo”.  Non solo partenze ma anche arrivi, da Parma giunsero, Giavarini, Poletto, Talignani, Dall’Asta, Ugo Bersellini e altri. Si aggiunse Renato Gaita, proveniente dal calcio, e Gabriele Oselini che esordì entrando nel secondo tempo sul campo del Bologna. Anche questi atleti entrarono a far parte della storia del Rugby Viadana.
Le stagioni sportive che seguirono furono caratterizzate da una progressiva crescita del movimento rugbistico, e il Viadana riuscì a conquistare il passaggio di categoria già dalla stagione 1971-72, grazie a un campionato che regalò il primo posto in classifica e la serie C. I campionati successivi furono di transizione e segnarono l'inevitabile crisi di crescita di un movimento che si stava espandendo. Incominciarono le prime movimentazioni di giocatori e la squadra si dotò di un allenatore con esperienza: il parmense Marcello Bersellini che divise il proprio impegno con quello di giocatore in serie A con il Parma. Bersellini allenò il Viadana per cinque anni, senza ottenere passaggi di categoria, ma gettando le basi per un consolidamento della squadra del Rugby Viadana. In quegli anni emersero alcuni atleti che sarebbero stati protagonisti dei futuri successi dei giallo-neri, tra questi va citato Luigi Zaffanella che diventerà il primo capitano storico della palla ovale viadanese e a cui venne intitolato l'omonimo stadio di Viadana. Dalla stagione 1977-78 la direzione della squadra cambiò e venne affidata a Paolo Pavesi.

### Gli anni ottanta
- 1970-78 Cebogas
- 1978-79 non presente
- 1979-81 Mondial Pan
- 1981-83 Svad Dondi
- 1983-87 non presente
- 1987-90 Cassa di Risparmio di Reggio Emilia
- 1990-2007 Arix
- 2007-10 Banca Monte dei Paschi di Siena
- 2012-19 non presente
- 2019-20 IM Exchange
- 2020- Coenergia[1]

Con Pavesi il Viadana conquistò nella stagione 1980-81 la prima storica promozione in serie B. Presidente della società era Fiorenzo Coppi, sponsor la Mondialpan. In quell'anno, alla gioia per il successo ottenuto, si oppose la scomparsa prematura del capitano Zaffanella che perì in un incidente stradale il 25 aprile. Quello fu anche l'anno in cui nel Rugby Viadana giocò per la prima volta uno straniero: il neozelandese Bruce Webb che lasciò il posto, la stagione seguente, al gallese Leighton May. Il Viadana riuscì a conservare un posto in serie B in una stagione che segnò l'addio ai colori giallo-neri del tecnico Pavesi. Al suo posto arrivò Franco Bernini che incominciò la propria collaborazione con Viadana in serie B, che subì la retrocessione in serie C del campionato 1983-84. Fu un episodio, dato che i giallo-neri, con il nuovo sponsor Svad e un nuovo assetto societario, campeggiato dal nuovo presidente Paolo Benazzi, riuscirono a riconquistare la serie B in un'annata segnata da 14 vittorie e una sola sconfitta. Seguirono anni di vittorie e sconfitte in serie B e il movimento in crescita dovette fare i conti con i costi sempre più elevati di un campionato di livello nazionale. Senza sponsor per quattro stagioni, il Viadana riuscì a mantenersi competitivo con sacrifici societari e oculate campagne acquisti, che consentirono di valorizzare il vivaio e integrarlo con atleti stranieri di spessore come Mark Finlay, primo All Blacks a vestire la maglia giallo-nera. Si arrivò così alla stagione 1986-87, l'anno della prima promozione in A2, conquistata dopo la vittoria all'ultima giornata di campionato contro Colleferro, battuto di misura al vecchio stadio Bottari per 15 a 13. Capitano dei giallo-neri era Fabrizio Nolli, mentre Bernini era capo allenatore.
Sull'onda dell'entusiasmo arrivò uno sponsor di spessore: la Cassa di Risparmio di Reggio Emilia, necessario per affrontare un'avventura che collocava il Rugby Viadana fra le prime ventiquattro squadre a livello nazionale. Ad affiancare Finlay come secondo straniero approdò in riva al Po il tongano Emosi Koloto, che assieme al neozelandese formarono una delle coppie più forti del campionato. La prima stagione in A2 si concluse con un sesto posto e con la doppia sfida play-off con il Fracasso San Donà, compagine di A1.
Il rugby a Viadana era ormai diventato lo sport più popolare e amato e la sua fama aveva oltrepassato i confini della provincia.
Il secondo anno di A2 fu quello della retrocessione: a nulla valsero gli apporti dei nuovi stranieri Mark Benton e Brett Harvey dalla Nuova Zelanda, e Viadana restava pur sempre un club di provincia. Ad allenare la squadra nel campionato di B stagione 1989-90 venne richiamato Paolo Pavesi, che rimase sulla panchina solo un anno, dando la possibilità al nuovo assetto societario presenziato da Fabrizio Nolli di attivarsi per un progetto a breve termine che riportasse i giallo-neri di nuovo in serie A.

### Gli anni novanta e la promozione in serie A1
Venne chiamato ad allenare la squadra il gallese Leighton May, già ex giocatore del club in serie B. Il Rugby Viadana vide l'ingresso del Gruppo Arix di Silvano Melegari come main sponsor che, da quel momento, non abbandonerà più il proprio legame col club.
In tre anni l'Arix Viadana fu in grado di riconquistare la serie A2 e di battersi con alterne vicende sia nei play-off sia nei play-out, acquisendo carattere e dimensione di squadra matura. Dopo l'ultimo anno di Leighton, arrivò ad allenare la squadra una bandiera del rugby viadanese: Gabriele Oselini, tecnico a livello giovanile. Il suo campionato non fu fortunato, nonostante la presenza in campo di atleti stranieri come Inoke Afeaki e Tana Umaga, forse un po’ giovani ma destinati alla ribalta mondiale con Tonga e Nuova Zelanda. Il Rugby Viadana aveva comunque consolidato la propria posizione in A2, senza però riuscire a raggiungere il professionismo. Venne ingaggiato per questo ruolo il colonnello Theodor Rădulescu, già allenatore della Nazionale rumena ai Mondiali in Sudafrica, “guru” della palla ovale nel proprio paese con riconoscimenti a livello europeo. Rădulescu portò lo spirito di disciplina e di abnegazione necessari per formare una vera squadra e, nei tre anni in cui operò a Viadana (dal 1995 al 1998) sfiorò la promozione in A1, ma soprattutto forgiò un gruppo di atleti capace pochi anni dopo di fare il grande salto.
Nella stagione 1998-99 tornò ad allenare il Viadana Franco Bernini, allenatore di successo e, puntualmente, l'Arix conquistò la prima storica promozione in A1 alla fine di un campionato colmo di successi che la videro chiudere il girone alla pari con il Bologna.
Vale la pena di ricordare che alla sua prima stagione in A1 l'Arix strabiliò il rugby nazionale ponendosi come compagine rivelazione del torneo tanto da conquistare addirittura la Coppa Italia, e di arrivare alla semifinale scudetto contro l’Rds Roma, poi Campione d'Italia. Durante questa stagione il Rugby Viadana si permise il lusso di battere tutte le grandi del rugby italiano, da Benetton a L’Aquila, da Rovigo a Roma, ma soprattutto riuscendo a creare, assieme a Parma e Piacenza, un nuovo polo, un autorevole punto di riferimento per il rugby nazionale.

### Gli anni 2000, lo scudetto e la parentesi Aironi Rugby

Lo stemma in uso nella seconda metà degli anni duemila

La stagione 2000-01 confermò quanto aveva mostrato nell'anno precedente. Sempre sotto la guida di Franco Bernini, con un organico rinforzato (tra gli altri va citato il samoano Ali Koko) i giallo-neri si cimentarono per la prima volta con il rugby europeo in Shield Cup contro due squadre francesi: il Bourgoin-Jallieu e il Narbonne. Lo stadio Zaffanella vide la squadra viadanese giocare alla pari con i più quotati avversari. Ma ci fu anche il campionato a regalare ulteriori soddisfazioni: dopo la fine della stagione regolare con l'Arix al terzo posto, la semifinale scudetto venne giocata in gara doppia contro la Benetton. Non ci fu storia per un Viadana solido ma ancora inesperto e i veneti ebbero via libera per il loro nono scudetto.
A Viadana però nessuno poteva immaginare che cosa sarebbe successo l'anno seguente con la riforma del campionato e la nascita del Super 10, élite del rugby italiano. Ad affiancare Bernini venne chiamato come assistant coach il neozelandese Mac McCallion che si portò appresso il preparatore atletico degli Auckland Blues Jeff Firehurst. Lo staff completato dall'altro preparatore atletico mantovano Massimo Zaghini, approntò una compagine rinforzata da nuovi arrivi come l'apertura Raymond McDonald, la seconda linea Richard Denhardt e i centri Ryan Pickering e Feau'nati, nonché l'estremo sudafricano Casper Steyn. Con questi innesti, Viadana fu capace di conquistare due vittorie casalinghe in Shield Cup contro Neath e Bourgoin-Jallieu ma soprattutto di concludere al primo posto in classifica la stagione regolare di Super 10. Poi nei play-off Viadana, alleggerito da qualsiasi pressione, riuscì a eliminare la Benetton Treviso in semifinale, memorabile la gara di ritorno a Viadana giocata davanti a 2 000 spettatori in cui i giallo-neri riuscirono a segnare le quattro mete necessarie per passare il turno. Poi la finalissima al Battaglini di Rovigo gremito da 7 000 spettatori e colorato di giallo-nero contro il Calvisano. La gara alla fine vide prevalere proprio il Viadana di Bernini, capace di segnare due mete con Denhardt e Dolcetto e portare a casa il primo scudetto della storia del Viadana, il primo scudetto del Super 10, il primo scudetto vinto nella storia del rugby italiano da una cittadina non capoluogo di provincia.
La stagione successiva incominciò con un nuovo allenatore sudafricano: Jerome Paarwater, con Bernini promosso a direttore tecnico, fu ancora una volta ricca di soddisfazione per l'Arix Viadana che affrontò per la prima volta l'élite del rugby europeo in Heineken Cup contro avversari del calibro del Gloucester, Munster e Perpignano. Il movimento rugbistico viadanese ottenne grandi riconoscimenti con queste sfide soprattutto sul piano dell'immagine e della visibilità. Ci fu il tempo per conquistare nuovamente a metà stagione la Coppa Italia ai danni del Calvisano nella cornice insolita della città di Caltanissetta e di battersi ancora una volta in semifinale contro la Benetton che, battuta allo Zaffanella, si prese la rivincita con gli interessi nella gara di ritorno. 
Nel 2007 una svolta fondamentale, non solo per il Rugby Viadana, ma per l'intero movimento italiano: la Banca Monte dei Paschi di Siena, la più antica banca del mondo, diventa sponsor principale e dà il nome al team. L'Arix dopo 17 anni passa il testimone a favore di una realtà così importante e prestigiosa e già largamente presente nelle sponsorizzazioni di sport ad alto livello, che ha deciso di allargarsi anche al rugby e nel rugby ha scelto Viadana. Il Montepaschi Viadana ha esordito conquistando il primo trofeo della stagione, la Supercoppa italiana, a sfavore del Benetton Treviso, campione d'Italia in carica. La stagione sportiva 2007-08 vede, per il secondo anno consecutivo, Jim Love alla guida dello staff tecnico giallo-nero. Allo Zaffanella, ma anche lontano dalle mura amiche, si gioca un rugby di matrice neozelandese predisposto alla costruzione e al gioco d’attacco. Il rush finale è però amaro e la semifinale al Monigo contro i padroni di casa di Treviso, viene persa nell’ultima azione di gioco. L’anno successivo il leoni giallo-neri “ruggiscono” in Europa e sfiorano lo scudetto. In Challenge Cup vincono tre delle quattro sfide italo-francesi trasformando in vittorie le trasferte di Bayonne e Mont-de-Marsan, ma perdendo allo Zaffanella, ancora negli attimi finali, il passaggio del turno proprio contro la formazione basca. Un appuntamento con la storia mancato di un soffio, il passaggio del turno in European Challenge Cup, mai centrato da nessuna formazione italiana. La finale scudetto contro Treviso allo stadio Flaminio di Roma consegna il titolo ai bianco-verdi. Stesso copione l’anno successivo anche se con interpreti diversi. Bernini, coach dello scudetto, torna a vestire i panni del capo allenatore con Moretti, Scotney e Zanichelli come assistenti. Al Plebiscito di Padova la partita è tirata e combattuta, ma alla fine è ancora il Benetton Treviso a spuntarla con il risultato di 16 a 12.
Nel 2010-11 la società Rugby Viadana S.r.l. abbandona il campionato nazionale e confluisce con la prima squadra nella franchigia degli Aironi, per partecipare alla Celtic League al fianco del Benetton, proseguendo le attività a livello giovanile e Juniores. La squadra, completamente professionistica, aveva il suo nucleo societario e sportivo nel Rugby Viadana ma collaborarono al progetto della “franchigia” anche le maggiori società delle province di Mantova e di Parma. L’esperienza durò due anni. Al termine della stagione 2011-12, in data 6 aprile, la FIR decide di revocare la licenza al termine della stagione in corso per motivi economici. Inutili i successivi ricorsi, campeggiati dal presidente Silvano Melegari del gruppo Arix, da parte della franchise prima e del Rugby Viadana poi.

### Il presente, il ritorno al campionato nazionale e l'Associazione
Nella stagione sportiva 2012-13 il Rugby Viadana tornò a far parte del panorama nazionale iscrivendosi in Eccellenza, il massimo campionato italiano costituitosi dopo l'entrata di Aironi e Benetton in Celtic League, conservando il vecchio codice d'iscrizione FIR. Nonostante le polemiche e i vari scontri con la Federazione, causa della revoca del titolo sportivo in Pro12, il club ricostituì la prima squadra riuscendo a mettere sotto contratto l'head coach Rowland Phillips e alcuni giocatori uscenti dalla franchigia quali: Antonio Denti, Roberto Santamaria, a cui saranno affidati i gradi di capitano, Giorgio Bronzini, Gilberto Pavan, Gabriel Pizarro e Kaine Robertson. La divisa da gioco targata Erreà era: nera per gli incontri casalinghi e gialla per quelli in trasferta. Già il 16 marzo 2013 si aggiudicò una competizione nazionale sconfiggendo la S.S. Lazio nella finale del Trofeo Eccellenza, un nuovo torneo simile alla Coppa Italia già precedentemente vinta tre volte dal club. Il 14 aprile dello stesso anno conquistò i play-off dove dovette cede al Mogliano nel doppio confronto, dopo aver dominato in vetta alla classifica per tutta la durata del campionato con 19 vittorie e sole 3 sconfitte e col numero 8 Gonzalo Padró metaman del campionato con 13 mete segnate. Questa fu l'ultima stagione di Silvano Melegari e del Gruppo Arix alla presidenza del club. Il ruolo di presidente venne affidato ad Antonio Zanichelli. La squadra riuscì comunque a raggiungere i play-off dove venne però sconfitta pesantemente coi punteggi di 19-30 e 14-65 dalla corazzata Calvisano, che si aggiudicherà poi il titolo di Campione d'Italia, complici anche problemi economici e societari, il forfait di alcuni importanti giocatori stranieri e qualche infortunio di troppo. Per quanto riguarda l'avventura in European Challenge Cup, vide il club protagonista di pesanti sconfitte casalinghe contro Wasps e Bayonne, rispettivamente coi punteggi di 17-90 e 19-80. L'unico "successo" fu la partita pareggiata contro Grenoble allo stadio Luigi Zaffanella con una meta allo scadere. Fu anche l'ultima apparizione a Viadana dopo 13 stagioni consecutive di Kaine Robertson, ala della Nazionale maggiore e giocatore diventato simbolo del club e beniamino dei tifosi giallo-neri.
Nell'estate 2014 fu attuato un cambiamento radicale mai visto nel contesto rugbistico viadanese. Una cordata capeggiata da Davide Tizzi salva il Rugby a Viadana e garantisce l'iscrizione all'Eccellenza 2014-15. Viene ripreso il vecchio logo storico del club e viene aggiunto “1970” (anno di nascita del Rugby Viadana) al nome, mantenendo inalterati i colori sociali. Viene così costituita la nuova Società Sportiva Dilettantistica Rugby Viadana 1970, fondata per mantenere Viadana ai massimi livelli del panorama rugbistico nazionale. Con essa anche la nascita dell'Associazione omonima grazie alla quale, tifosi e no, possono partecipare e contribuire al sostegno delle società di rugby del territorio, in particolare del Rugby Viadana 1970. Il presidente dell’Associazione Rugby Viadana 1970 è Gianni Fava. Nonostante un budget drasticamente ridotto rispetto agli anni precedenti, la Società riesce ad allestire una squadra competitiva, che però fatica a raggiungere le semifinali scudetto nei due anni successivi, dove la panchina vede l'alternanza dei tecnici Regan Sue e Casper Steyn, quest'ultimo già campione d'Italia nel 2001 con i colori del club, che riesce a conquistare per la seconda volta il Trofeo Eccellenza. Nel 2016 sulla panchina subentra Filippo Frati, allenatore d'esperienza in coppia con De Rossi sulle panchine de I Cavalieri e Rovigo, che riesce a raggiungere le semifinali, piazzandosi quarto in classifica generale. Dopo aver battuto all'andata, tra le mura amiche dello stadio Zaffanella il Calvisano col punteggio di 18-12, cede al ritorno la qualificazione per la finale scudetto col netto punteggio di 17-47. L'apertura argentina Brian Ormson è il miglior marcatore del torneo con 221 segnati al termine della stagione regolare, mentre Ignacio Brex è il metaman del campionato assieme a Matteo Minozzi, entrambi, con 13 mete marcate. Una magra consolazione la vittoria per la terza volta del Trofeo Eccellenza, ottenuta battendo in finale le Fiamme Oro per 27 a 20 al Ruffino Stadium Mario Lodigiani di Firenze. Nella stagione successiva Le Coq Sportif subentra come sponsor tecnico sulle divise ufficiali. La squadra non riesce a centrare l'obiettivo play-off, classificandosi in sesta posizione.
La compagine giallonera attraverserà stagioni anonime sul finire del decennio: l'assenza di sponsor danarosi e di prospettive vincenti creano indifferenza attorno alla squadra mettendo a dura prova e decimando la calda tifoseria giallonera. 
L'annata 2018/2019 vede il Rugby Viadana posizionarsi a metà classifica: stagione ricca di nuovi inserimenti, soprattutto dal settore giovanile ma poverissima di emozioni e soddisfazioni. 
L'estate 2019 porta un'aria nuova sull'afosissima atmosfera dello Stadio Zaffanella: IM Exchange è il nuovo sponsor. La società argentina provvede subito a farsi conoscere tappezzando lo stadio con il proprio marchio e portando a Viadana diversi giocatori argentini e il nuovo coach Victor Jimenez. 
La squadra fatica però a trovarsi e si trova ben presto a lottare per la salvezza. Nonostante ciò, il 5 gennaio 2020 riesce nell'impresa di battere la corazzata Rugby Calvisano pluricampione con il punteggio di 13-3.
A fine stagione, chiusa anticipatamente con una salvezza non troppo tranquilla, a causa dello scoppio della pandemia di COVID-19, il club giallonero annuncia anticipatamente la fine della collaborazione con il main sponsor IM Exchange per cause non ancora note, nonché la risoluzione del contratto con Víctor Jimenez. Nonostante ciò, ad inizio Giugno, viene annunciato un nuovo coach, sempre argentino: German Fernandez

## Colori, simboli e tifoseria
I colori sociali del club sono da sempre il giallo ed il nero, colori delle fasce a strisce orizzontali dello stemma dei Gonzaga, Signori di Mantova, propri della Polisportiva Vitellianense Cebogas alla quale nacque in seno la prima formazione.
Il simbolo del club è il leone, collocato in nero al centro del logo societario: un leone rampante impugnante un pallone da rugby, rimandante al leone d'oro simbolo nello stemma e nella bandiera della città di Viadana.
La tribuna ovest dello stadio Luigi Zaffanella ospita la tifoseria di casa più calorosa, costituita dai così detti Miclàs. Il motto, quasi mantra del club, è l'espressione dialettale: “Mai mular” (in italiano: «Mai mollare»).

## Cronistoria
| Cronistoria del Rugby Viadana |
| --- |
| - 1970 • 9 ottobre: nascita della sezione rugby in seno alla Polisportiva Vitellianense Cebogas ed iscrizione al campionato come Cebogas Viadana - 1970-71 • 4º serie D girone C - 1971-72 • 1º serie D girone C promozione in serie C - 1972-73 • 12º serie C girone C - 1973-74 • 9º serie C girone C - 1974-75 • 4º serie C girone C - 1975-76 • 7º serie C girone C - 1976-77 • 8º serie C girone E - 1977-78 • 3º serie C girone E - 1978-79 • 4º serie C girone D; finalista - 1979-80 • 4º serie C girone E - 1980-81 • 2º serie C girone E promozione in serie B - 1981-82 • 2º serie B girone C salvezza - 1982-83 • 4º serie B girone C salvezza retrocessione in serie C - 1983-84 • 4º serie C girone C - 1984-85 • 1º serie C girone C promozione in serie B - 1985-86 • 4º serie B girone C - 1986-87 • 1º serie B girone A promozione promozione in serie A2 - 1987-88 • 6º serie A2 - 1988-89 • 11º serie A2 retrocessione in serie B - 1989-90 • 6º serie B girone A - 1990-91 • 4º serie B girone A - 1991-92 • 2º serie B girone A - 1992-93 • 1º serie B girone A promozione in serie A2 - 1993-94 • 3º serie A2 girone B promozione - 1994-95 • 1º serie A2 girone A salvezza - 1995-96 • 3º serie A2 girone B salvezza - 1996-97 • 4º serie A2 girone promozione - 1997-98 • 7º serie A2 - 1998-99 • 2º serie A2 promozione in serie A1 - 1999-2000 • 2º serie A1; semifinalista Coppa Italia (1º titolo) - 2000-01 • 4º serie A1; semifinalista 3º girone 8 Challenge Cup - 2001-02 • 1º Super 10 Campione d’Italia (1º titolo) 3º girone 5 Challenge Cup - 2002-03 • 3º Super 10; semifinalista Coppa Italia (2º titolo) 4º girone 2 Heineken Cup - 2003-04 • 3º Super 10; semifinalista Finalista Coppa Italia 1º turno Challenge Cup Finalista European Shield - 2004-05 • 2º Super 10; semifinalista Finalista Coppa Italia Ottavi di finale Challenge Cup - 2005-06 • 5º Super 10 3º girone C Coppa Italia 4º girone 1 Challenge Cup - 2006-07 • 2º Super 10; finalista Coppa Italia (3º titolo) 3º girone 5 Challenge Cup - 2007-08 • 3º Super 10; semifinalista Semifinalista Coppa Italia Supercoppa italiana (1º titolo) 4º girone 4 Heineken Cup - 2008-09 • 1º Super 10; finalista 4º girone A Coppa Italia 2º girone 5 Challenge Cup - 2009-10 • 3º Super 10; finalista Semifinalista Coppa Italia 4º girone 3 Heineken Cup - 2010 • Confluenza della prima squadra nella franchise Aironi Rugby; costituzione del GranDucato. - 2010-12 • Attività juniores - 2012 • Ricostituzione della prima squadra del Rugby Viadana - 2012-13 • 1º Eccellenza; semifinalista Trofeo Eccellenza (1º titolo) - 2013-14 • 4º Eccellenza; semifinalista 4º girone 4 Challenge Cup - 2014 • Costituzione della nuova Società Sportiva Dilettantistica Rugby Viadana 1970 - 2014-15 • 6º Eccellenza Semifinalista Trofeo Eccellenza 2º girone 1 Qualifying competition EPCR - 2015-16 • 5º Eccellenza Trofeo Eccellenza (2º titolo) - 2016-17 • 4º Eccellenza; semifinalista Trofeo Eccellenza (3º titolo) - 2017-18 • 6º Eccellenza 4º girone A Continental Shield - 2018-19 • 8º TOP12 3º girone B Coppa Italia - 2019-20 • 6º TOP12; sospeso Semifinalista Coppa Italia - 2020-21 • 5º TOP10 Coppa Italia sospesa - 2021-22 • 7º TOP10 3º girone A Coppa Italia - 2022-23 • 6º TOP10 3º girone B Coppa Italia - 2023-24 • 1º Serie A Élite; finalista Non partecipa alla Serie A Élite Cup 2023-2024 - 2024-25 • 1° Serie A Élite; finalista 3º girone B Coppa Italia |

## Palmarès

### Competizioni nazionali
- Campionati italiani: 1
2001-02
- Coppe Italia: 3
1999-2000, 2002-03, 2006-07
- Trofei Eccellenza : 3
2012-13, 2015-16, 2016-17
- Supercoppe d'Italia: 1
2007

### Competizioni giovanili
- Campionati italiani juniores: 1
2012-13

## Stagioni
Le stagioni sportive del club si riferiscono ai soli campionati maggiori professionistici di Lega.

## Allenatori e presidenti
- 1970-1972 ·  C. Aroldi e  G. Farina
- 1972-1977 ·  Marcello Bersellini
- 1977-1982 ·  Paolo Pavesi
- 1982-1989 ·  Franco Bernini
- 1989-1990 ·  Paolo Pavesi
- 1990-1994 ·  Leighton May
- 1994-1995 ·  Gabriele Oselini
- 1995-1998 ·  Theodor Rădulescu
- 1998-2002 ·  Franco Bernini
- 2002-2003 ·  Jerome Paarwater
- 2003-2004 ·  Andrew Talaimanu
- 2004-2005 ·  Stefano Romagnoli
- 2005-2006 ·  Pieter Muller
- 2006-2009 ·  Jim Love
- 2009-2010 ·  Franco Bernini
- 2012-2014 ·  Rowland Phillips
- 2014-2015 ·  Regan Sue
- 2015-2016 ·  Casper Steyn
- 2016-2019 ·  Filippo Frati
- 2019-2020 ·  Víctor Jiménez
- 2020-2023 ·  Germán Fernández
- 2023-·  Gilberto Pavan

- 1970-1978 ·  Cesare Bortolotti
- 1978-1984 ·  Fiorenzo Coppi
- 1984-1989 ·  Paolo Benazzi
- 1989-1993 ·  Fabrizio Nolli
- 1993-2013 ·  Silvano Melegari
- 2013-2014 ·  Antonio Zanichelli
- 2014-2019 ·  Davide Tizzi
- 2019- ·  Giulio Arletti

## Giocatori di rilievo
Di seguito elencati i giocatori di maggiore rilievo internazionale che hanno vestito la maglia del club giallo-nero:
- Germán Araoz
- Julio García
- Juan Cruz Guillemaín
- Javier Rojas
- Tom Bowman
- Lloyd Johansson
- Phil Murphy
- Isoa Neivua
- Adrian Durston
- Sonny Parker
- Tom Beim
- Matías Agüero
- Andrea Benatti
- Cristian Bezzi
- Aldo Birchall
- Luca Bigi
- Stefano Boccazzi
- Steven Bortolussi
- Ignacio Brex
- Giorgio Bronzini
- Pablo Canavosio
- Sandro Ceppolino
- Carlo Antonio del Fava
- Santiago Dellapè
- Jaco Erasmus
- Ignacio Fernández Rouyet
- Luigi Ferraro
- Joshua Furno
- Quintin Geldenhuys
- Roberto Mariani
- Andrea Masi
- Matteo Mazzantini
- Ian McKinley
- Andrea Moretti
- Carlos Nieto
- Corrado Pilat
- Samuele Pace
- Gilberto Pavan
- Riccardo Pavan
- Roberto Pedrazzi
- Aaron Persico
- Matthew Phillips
- Matteo Pratichetti
- Roberto Quartaroli
- Juan Manuel Queirolo
- Kaine Robertson
- Lorenzo Romano
- Federico Ruzza
- Diego Saccà
- Roberto Santamaria
- Mario Savi
- Stefano Saviozzi
- Michele Sepe
- Josh Sole
- Luca Tramontin
- Cherif Traorè
- Pietro Travagli
- Dion Waller
- Mark Finlay
- Brett Harvey
- Sam Harding
- Tana Umaga
- Daniel Farani
- Dominic Feau'nati
- Ali Koko
- Siaosi Vaili
- Stuart Moffat
- Nick Civetta
- Emosi Koloto
- Inoke Afeaki
- Pierre Hola
- Dave Tiueti